# Slag bij Alhandic
De Slag om Alhandic, ook wel bekend als de Slag om de Zamora-gracht, was een veldslag die plaatsvond op 5 augustus 939 in de Spaanse stad Zamora. De strijd vond plaats toen de troepen van de Omajadische kalief van Córdoba, Abd al-Rahman III, de muren van Zamora aanvielen. De verdedigende troepen waren degenen die loyaal waren aan koning Ramiro II van León. De gevechten waren zo bloedig dat het tij van de strijd pas veranderde toen de gracht rond de stadsmuren volledig gevuld was met lijken. De troepen van Abd al-Rahman III wonnen en slaagden erin de stad Zamora in te nemen.

## Geschiedenis
Toen Abd al-Rahman III eenmaal aan de macht kwam, liet hij zijn macht snel gelden en maakte het zijn doel om de rebellen in Al-Andalus uit te schakelen. Hij wilde zijn machtsbasis consolideren en de interne orde in het Arabische Emiraat Córdoba herstellen. Hij besloot naar de grens te gaan en de steden aan te vallen die fungeerden als een beschermende buffer tegen de Asturische/Leonese landen in het noorden. Het was in deze verdedigingslinie dat hij tegenover Zamora stond. De stad was van strategisch belang omdat ze precies op het marspad lag dat normaal gesproken door Leonese troepen werd gebruikt. Abd al-Rahman viel de stad aan op 5 augustus 939. Zijn strategie was om de gracht rond de stad te vullen met lichamen en puin, zodat zijn mannen gemakkelijker de borstweringen konden beklimmen en zo de verdedigende soldaten rechtstreeks konden aanvallen.
Deze bloeddorstige strategie dankt zijn naam aan de strijd die ook wel bekend staat als de Slag om de Foso de Zamora (Slag om de Zamora-gracht). Het eindresultaat was een overwinning voor de troepen van Abd al-Rahman die de stad Zamora plunderden.